# گلنادا (اورگن)
گلنادا (به انگلیسی: Glenada) یک منطقهٔ مسکونی در ایالات متحده آمریکا است که در شهرستان لین، اورگن واقع شده‌است.